# والاس إي. كونينغهام
والاس إي. كونينغهام (بالإنجليزية: Wallace E. Cunningham)‏ هو مهندس معماري أمريكي، ولد في 18 أكتوبر 1954.